# Valbrembo
Valbrembo är en ort och kommun i provinsen Bergamo i regionen Lombardiet i Italien. Kommunen hade 4 319 invånare (2018).